# Racek
Racek (рус. Чайка) — третий студийный альбом чешского певца и автора-исполнителя Томаша Клуса, выпущенный 26 сентября 2011 года на лейбле Sony Music.

## Об альбоме
Этот альбом был записан в его частном доме. Производство альбома участвовали только он и гитарист Иржика Кучеровский. Летом 2011 года был объявлен конкурс «Стань частью нового альбома», который каждый сможет нарисовать портрет самого певца, но в конечном итоге будет выбран для обложки альбома и буклета. конечном итоге нарисовал художник Максим Вельчовский с графикой от Ex Lovers.
Первый сингл был выбрана песня Sibyla, но покорить чарты IFPI Top100 не удалось. Второй сингл песня Nina, стала одной из визитных карточек певца.
Альбом дебютировал на первом месте в чартах страны - IFPI Top50. В 2011 и 2012 годах он провел девять недель подряд на первой позиции. В общей сложности, с перерывами. Уже в конце ноября 2011 года был признан платиновым, было продано 12 000 экземпляров. К концу 2011 года было продано 29 000 экземпляров. В Чехии было продано около 60 000 экземпляров. Этот альбом стал самым продаваемым альбомом 2011 года и 2012 года.

## Список композиций
| №   | Название                                               | Длительность |
| --- | ------------------------------------------------------ | ------------ |
| 1.  | «Teplota vody (рус. Температура воды)»                 |              |
| 2.  | «Dobrý mrav(enci) (рус. Хорошие манеры)»               |              |
| 3.  | «Pánubohudooken»                                       |              |
| 4.  | «Okoloběhu»                                            |              |
| 5.  | «Sibyla (рус. Сибила)»                                 |              |
| 6.  | «Soběc (рус. Эгоист)»                                  |              |
| 7.  | «Dno za dnem (рус. Основа для дня)»                    |              |
| 8.  | «Textovka v hudbě (рус. Текстовое сообщение в музыке)» |              |
| 9.  | «Podléhnutí (рус. Сдача)»                              |              |
| 10. | «Trigorin»                                             |              |
| 11. | «Nina (рус. Нина)»                                     |              |
| 12. | «Arkadina»                                             |              |
| 13. | «Treplev»                                              |              |
| 14. | «Ledaco (рус. Вещь)»                                   |              |
| 15. | «Děkujeme za pozornost (рус. Благодарим за внимание)»  |              |